# Technocop
Techno Cop — видеоигра в жанрах платформер и автосимулятор, разработанная компаниями Gremlin Graphics, Grey Matter и Imagexcel и изданная RazorSoft для игровых платформ Amiga, Amstrad CPC, Atari ST, операционной системы DOS, а также компьютеров Commodore 64 и ZX Spectrum в 1988 году. В 1990 году игра также была портирована на Sega Mega Drive/Genesis.

## Обзор игры
В игре предстоит играть за полицейского, который борется с преступниками в городе будущего.
Игра состоит из двух типов уровней: нескольких локаций и уровней, по которым игрок перемещается на автомобиле.
Уровни-локации — это здания в один или несколько этажей, на которых присутствуют множество врагов и ловушек. Этажи соединены между собой лифтами. Здесь игрок должен за определённое время отыскать и победить «босса» (или арестовать его). По истечении времени, независимо от того, побеждён босс или нет, персонаж возвращается к машине, чтобы попасть на следующий уровень.
Во время перемещения на автомобиле нужно расстреливать (или объезжать) встречные автомобили.

## Оценки
Игра получила различные оценки критиков. Например, информационный сайт All Game Guide оценил версию для Commodore в 3,5 баллов из 5, а журнал Advanced Computer Entertainment — в 778 баллов из 1000. В обзоре журнала PC Power Play версии для Sega Genesis и DOS получили оценки 67 баллов и 24 балла из 100. Журнал Game Informer оценил версию для Sega Genesis в 5 баллов из 10.